# Heterodina mccaini
Heterodina mccaini är en kräftdjursart som beskrevs av Marilyn Schotte och Brian Frederick Kensley 2005. Heterodina mccaini ingår i släktet Heterodina och familjen klotkräftor.
Artens utbredningsområde är Persiska viken. Inga underarter finns listade i Catalogue of Life.